# Joseph Álvarez
Pour les articles homonymes, voir Álvarez.
Joseph Álvarez est un sculpteur espagnol né à Cordoue en 1771 et mort au XIXe siècle. 

## Biographie
Joseph Álvarez intègre l'Académie nationale de peinture et de sculpture à Paris le 28 septembre 1799 en tant que pensionnaire du roi d'Espagne. Il remporte le deuxième grand prix de sculpture en 1801, avec un bas-relief représentant Caïus Gracchus quittant sa femme Licinia, après quoi les sources ne mentionnent plus sa trace. 